# Babalawo

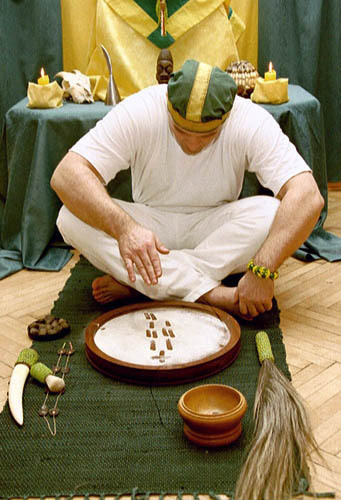
Babalawo

Il Babalawo (padre dei segreti) è uno dei maggiori sacerdoti della religione Yoruba. È considerato molto potente, grazie cerimonie segrete di evocazione della divinità Orunmila. Il Babalawo è riconosciuto come lo stregone più potente della magia africana. Probabilmente deriva dal termine Bukono della religione tradizionale vudù.
Secondo la tradizione, il segreto della cerimonia non deve essere mai svelato, perché causerebbe un caos spirituale.
Il Babalawo possiede molte capacità e i tre più diffusi sono: 
- Ebò (pulizia), grazie a questo cerimonia egli è in grado di eliminare la sfortuna,  discussioni, problemi, incidenti, malattie e perfino la morte, il Babalawo sarebbe in grado di rimandarla a data da destinarsi.
- Paraldo, con questo rituale il Babalawo è il grado di rimuovere dalla persona o dalla casa, qualsiasi spirito maligno o demone.
- Osodè (consulta), è il metodo di divinazione con il quale il sacerdote è in grado di vedere sia il passato che il futuro della persona, attraverso lo strumento Okpele (catena della divinazione); oppure con l'Opon, l'Oracolo di Ifá, o Tavola di Ifà.

Il Babalawo viene anche chiamato Oluwo, quando diventa padrino di altri Babalawos, la parola esatta per questo è: Oluwo Siwuayu (Padrino). Il Siwuayu è colui che ha consacrato altri uomini comuni in Awò Orunmila (Babalawo).
Ci sono due tipi di Babalawo: il Nigeriano e il Cubano. Sono entrambi equivalenti in potenza, ma per l'evocazione usano cerimonie diverse: quella  Nigeriana esegue la tradizionale pratica e consacrazione al sacerdozio di Ifà, invece quello di Cuba esegue una cerimonia di Ifà molto più profonda e pratica una magia mescolata con l'Osha (una forma di magia derivata dalla Santeria e dal Palo Mayombe).

## Apetebì Iyafà o Ayafà
L'Apetebi è la sacerdotessa maggiore di Ifá. Si chiama Iyafà quando è la madre, si chiama Ayafà quando è la moglie. Per tutta la vita è l'assistente del Babalawo, la sua mano destra ed è il rango più grande per una Iyalosha (santera).

## Odu
L'Odu è il segno di Ifà o di Osha, è una strada del destino. In totale sono 256. Principalmente ci sono i Meyis, ogni Meyi possiede 16 Oduns incluso il Meyi stesso:
- Baba Ejiogbe
- Oyekun Meyi
- Iwory Meyi
- Odi Meyi
- Iroso Meyi
- Ojuani Meyi
- Obara Meyi
- Okana Meyi
- Ogunda Meyi
- Osa Meyi
- Ika meyi
- Otrupon Meyi
- Otura Meyi
- Irete Meyi
- Oshe Meyi
- Ofun Meyi

## Kuanaldo
Il "Kuanaldo"  è una consacrazione finale per poter eseguire tutti i riti, è la riaffermazione del Babalawo sulla Terra, un completamento della consacrazione di Ifà.
Gli Dei della stregeria Ifà più conosciuti sono:
- Ossain: è la divinità padrona della natura e di tutta la vegetazione.

- Oshun: la divinità dei fiumi è acque dolci

- Oya: è la divinità della vita e della morte.

- Oggun: simbolo di tutti i defunti.

- Albita: il Diavolo, l'angelo dell'oscurità, detto anche Satana.

- Olofin: è sincretizzato come il Dio cristiano, l'amministratore del cosmo.